# 宗馥莉
宗馥莉（英語：Kelly Zong，1982年1月15日—），籍贯浙江省杭州市，俗称“娃哈哈公主”，中華人民共和國企業家，原中国大陆首富、娃哈哈集团创始人宗庆后之女、浙江省政协十一届委員、政协第十二届浙江省委员。

## 生平
杭州娃哈哈集團公司董事長兼總經理宗慶後的長女。高中時赴美留學，2004年學習國際貿易回國，2005年進入娃哈哈管理層，任杭州娃哈哈蕭山二號基地管委會副主任，後兼任杭州娃哈哈童裝有限公司與杭州娃哈哈卡倩娜日化用品有限公司總經理，被外界認為宗慶後事業的接班人，后任杭州宏勝飲料集團總裁。宗馥莉曾拥有美国国籍，在2007年提出放弃国籍申请。根据美国官方放弃国籍的记录，宗馥莉于2010年二季度正式放弃美国国籍恢复中国籍，后来又取得香港身份证。
2018年，任娃哈哈品牌公关部部长，上任后她终止与歌手王力宏的纯净水产品商业合作。宗馥莉在节目访问中表示不喜歡王力宏，且合作期长达20年，有審美疲勞之嫌。此番言论在当时引发争议，被网民怒斥「忘恩負義」。2021年12月王力宏私生活丑闻爆出后，有网民表示“全网欠宗馥莉一个道歉”，称其早早与王力宏解约的决策有先见之明。此外，她也推动了娃哈哈品牌的年轻化改革工作，将旗下AD钙奶产品实现IP化运作，至2021年AD钙奶销售额重回100亿元人民币。
2021年12月9日，任娃哈哈副董事长兼总经理。
2024年7月15日，因娃哈哈部分股东自宗庆后去世后对娃哈哈经营管理的合理性提出质疑，宗馥莉决定辞去娃哈哈集团副董事长、总经理职务。但在一周后的7月22日，娃哈哈集团发表声明，宗馥莉继续履行娃哈哈集团的相关管理职责。8月31日，宗馥莉出任娃哈哈法定代表人、董事长、总经理。10月29日，宗馥莉以810亿元人民币的财富，取代邝肖卿成为中国女首富。宗馥莉接任集团董事长后，于2025年初关停了同父异母弟妹担任董事的娃哈哈生产线，涉及娃哈哈旗下的18家分厂。
2024年12月，宗继昌、宗婕莉、宗继盛在香港高等法院起訴宗馥莉及Jian Hao Ventures Limited，要求宗馥莉按照宗慶后遗嘱，分給三人各价值7亿美元的信托基金权益以及娃哈哈集团29.4%的股权继承权。此案件編號為HCMP 2772/2024。原告人由祁卓信蘇期殷律師行代表，被告人由蕭一峰律師行代表。宗馥莉表示根據其父遗嘱，其父所有境外资产由自己继承。2025年7月17日，杭州市有关部门已成立专班介入处理。2025年8月1日，香港高等法院裁定宗馥莉在杭州中级人民法院及浙江高级人民法院诉讼有结果前，不得擅自從香港汇丰银行账户提款或转账。